# Santa María de Milmanda
Milmanda (llamada oficialmente Santa María de Alcázar de Milmanda) es una parroquia del municipio español de Celanova, en la provincia de Orense, Galicia.

## Toponimia
La parroquia también es conocida por el nombre de Santa María de Milmanda.

## Historia
Perteneció al  municipio de Acevedo do Río, que en 1968 se incorporó a Celanova.

## Organización territorial
La parroquia está formada por ocho entidades de población, constando siete de ellas en el nomenclátor del Instituto Nacional de Estadística español:

### Entidades de población
Entidades de población que forman parte de la parroquia:
- Barreira (A Barreira)
- Eiras-Lavandeira
- La Arrotea (A Arrotea)
- Miranzo
- Seoane
- Villa (Vila)

### Despoblado
Despoblado que forma parte de la parroquia:
- Canto

## Demografía
| Gráfica de evolución demográfica de Milmanda entre 2000 y 2022 |
|                                                                |
| Datos según el nomenclátor publicado por el INE.               |